# Genc Ibro
Genc Ibro (* 7. Juli 1967) ist ein ehemaliger albanischer Fußballspieler.

## Karriere

### Verein
Ibro begann seine Karriere beim albanischen Erstligisten Dinamo Tirana, wo er von 1985 bis 1991 spielte. 1986 und 1990 gewann er mit Dinamo die albanische Meisterschaft.
Nach seiner Zeit in Albanien spielte Ibro 1991 in Italien beim Verein Civita Castellana Calcio. Anschließend spielte er in der Saison 1995/96 für Città di Anagni Calcio.

### Nationalmannschaft
Ibro debütierte am 5. September 1990 in einem Freundschaftsspiel gegen Griechenland für die albanische Nationalmannschaft. Insgesamt absolvierte er drei Länderspiele. Sein letztes Länderspiel war am 19. Dezember 1990 bei einer 0:9-Niederlage gegen Spanien.

## Privates
Im März 1991, während einer Auslandsreise der Nationalmannschaft nach Frankreich, verließen Ibro und seine Teamkollegen Lorenc Leskaj und Eduard Kaçaçi das Teamquartier in Genf und beantragten Asyl in der Schweiz. Zu dieser Zeit stand Albanien noch unter kommunistischer Herrschaft.